# Polymixia salagomeziensis
El barbudo de Sala y Gómez (Polymixia salagomeziensis) es una especie de pez marino de la familia polimíxidos.

## Anatomía
La longitud máxima descrita fue de 19,7 cm, a partir de un único ejemplar capturado, que tenía en la aleta dorsal 5 espinas y unos 36 radios blandos y en la aleta anal 4 espinas y 15 radios blandos.

## Distribución y hábitat
Es un pez marino batipelágico y demersal, que se puede encontrar hasta los 300 metros de profundidad. Se distribuye por una área muy restringida del sudeste del océano Pacífico, en la parte oeste de la cadena de Sala y Gómez.